# وادي الزومر
وادي الزومر هو الرافد الأول والرئيسي لنهر اسكندر الكبير، يمتد مسار الوادي عبر عدة قرى فلسطينية وصولًا إلى مدينة طولكرم، ثم إسرائيل، حيث يلتقي هناك بنهر اسكندر، ليصب في البحر الأبيض المتوسط.

## مسار الوادي
يبدأ مسار الوادي من منطقتين، الأولى من محيط قرية برقة، والثانية من قرية بيت إيبا، ويلتقي المسارين قرب قرية رامين، ليمر الوادي بعد ذلك في بلدة عنبتا، ويصل بعدها إلى مدينة طولكرم حيث يمر في كامل المدينة قبل أن يصل للجدار الإسرائيلي في المدينة، فيقطع الوادي الحدود مع إسرائيل، ويلتقي هناك بنهر اسكندر الكبير، ليصب بعدها في البحر الأبيض المتوسط.

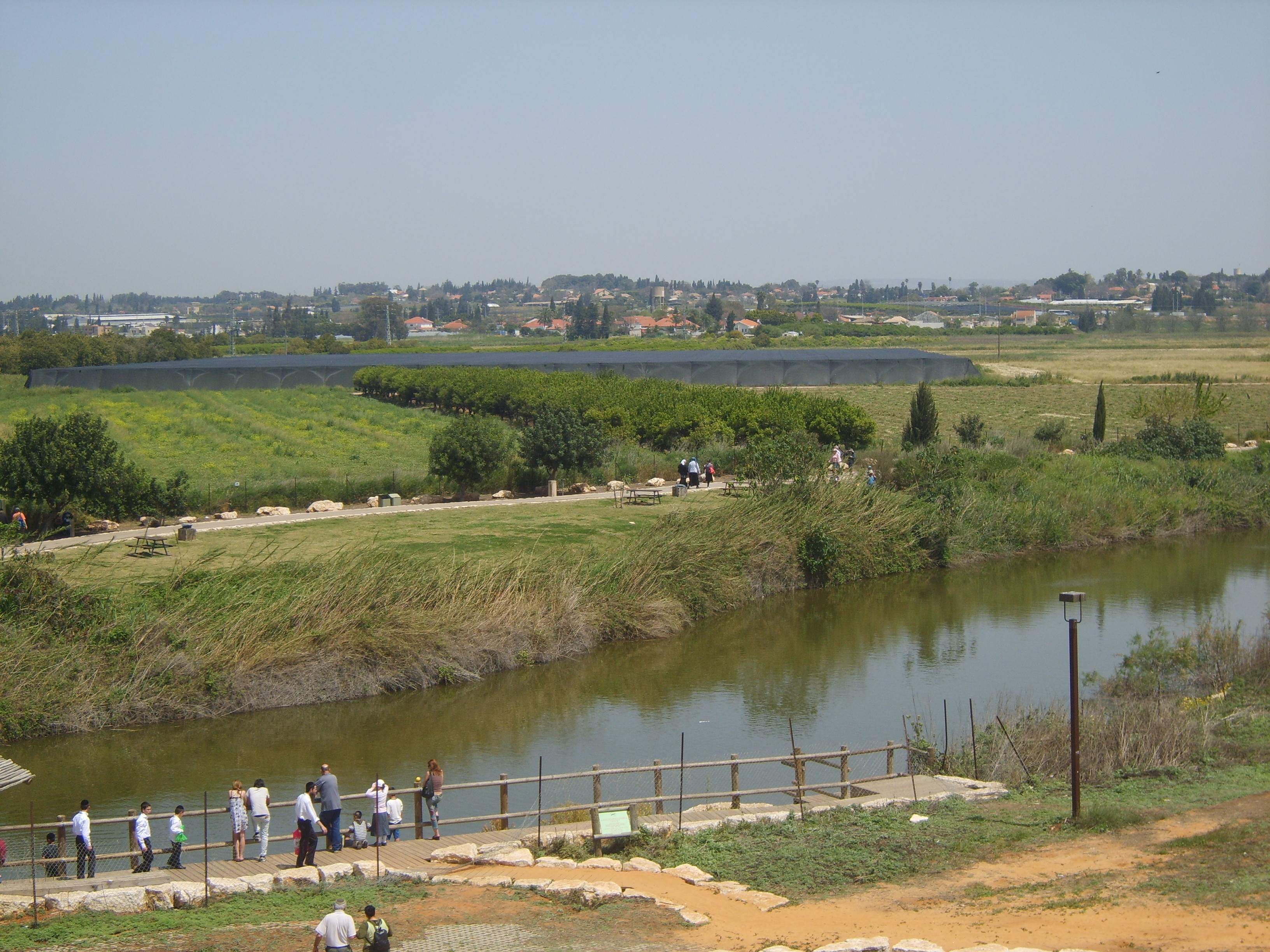
نهر اسكندر بعد التقائه مع وادي الزومر

## أحداث
- في 8 يناير 2013، أدت فيضانات وادي الزومر ووادي التين إلى غرق عدة أحياء في مدينة طولكرم،[2] كما قتل ثلاثة فلسطينيين في محافظة طولكرم غرقًا جراء هذه الفيضانات.[1]